# 长椿街站
長椿街站是一个位于中国北京市西城区金融街街道与广安门内街道交界宣武门西大街、长椿街、闹市口大街交叉口，属于北京地铁2号线的地铁车站。同时，这也是北京地铁最小的车站，站台仅900㎡，车站总使用面积不足1500㎡。

## 车站結構

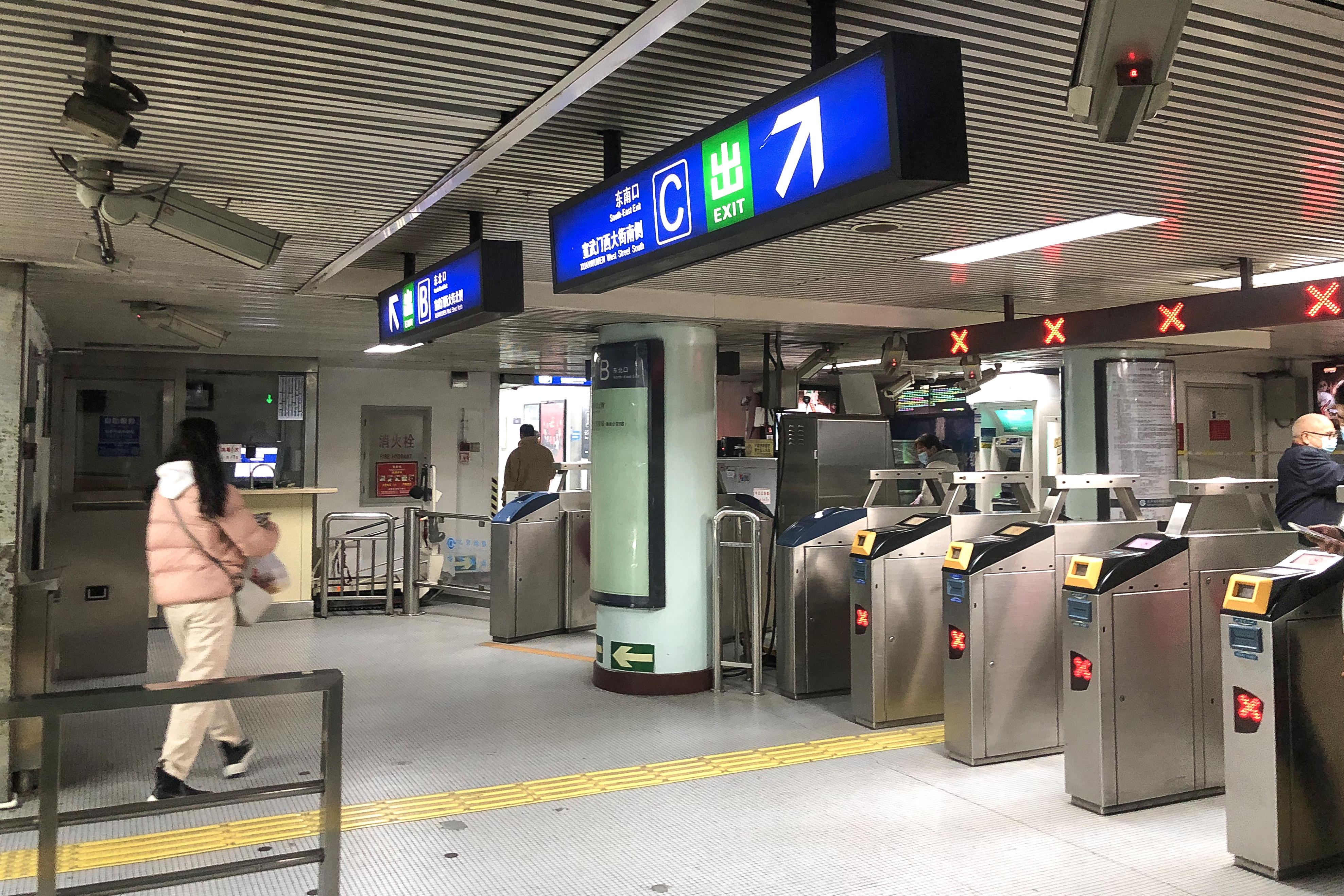
东站厅

这个站位于宣武門西大街（东西向）与长椿街（南北向）交汇处。车站呈东西走向。
| 地面层          | 出入口              | A—D出入口                        |
| 地下一层 站厅层 | 站厅                | 票务服务、自动售票机、一卡通充值 |
| 地下二层 站台层 |                     | 2号线内环（复兴门）              |
| 地下二层 站台层 | 岛式站台，左侧開门  |                                  |
| 地下二层 站台层 | 2号线外环（宣武门） |                                  |

## 出口
長椿街站一共有8个出口：A1西北西、A2西北東、B1东北東、B1东北西、C1东南東、C2东南西、D1西南西、D2西南東。
|                               |                                          |                              |      |            |
| 编号                          | 指示                                     | 建议前往的目的地             | 图片 | 无障碍设施 |
| 出口 · A · 1                  | 宣武门西大街（北侧）                     | 金水大厦、大成大厦、金隅大厦 |      | 不適用     |
| 出口 · A · 2                  | 宣武门西大街（北侧）、闹市口大街（西侧） | 宿州大厦                     |      | 不適用     |
| 出口 · B · 1 · 轮椅升降台标志 | 宣武门西大街（北侧）                     | 东智义胡同、新华社           |      |            |
| 出口 · B · 2                  | 宣武门西大街（北侧）                     | 闹市口大街（东侧）           |      | 不適用     |
| 出口 · C · 1                  | 宣武门西大街（南侧）                     | 国华商场、长椿街东里         |      | 不適用     |
| 出口 · C · 2                  | 宣武门西大街（南侧）                     | 长椿街（东侧）               |      | 不適用     |
| 出口 · D · 1                  | 宣武门西大街（南侧）                     | 长椿街西里                   |      | 不適用     |
| 出口 · D · 2                  | 宣武门西大街（南侧）                     | 长椿街（西侧）               |      | 不適用     |
| 註： 設有輪椅升降台           |                                          |                              |      |            |

## 历史
本站最初为北京地铁一期工程车站，1971年1月15日开始试运营，当时的上行车站为南礼士路站，直至1987年12月28日长椿街-北京站段与二期工程重组为环线，原一期工程长椿街-南礼士路段改为长礼联络线。